# Willy Johannmeyer
Willy Johannmeyer (ur. 27 lipca 1915 w Iserlohn, zm. 14 kwietnia 1970 w Kelkheim) – niemiecki oficer w stopniu majora, służący w Wehrmachcie od 1933 roku aż do zakończenia II wojny światowej. Odznaczony Krzyżem Rycerskim z Liśćmi Dębu.

## Kariera wojskowa
W 1933 roku wstąpił do SS (numer legitymacji 262992). W 1936 roku został podchorążym wojsk lądowych. W 1938 roku awansował do stopnia podporucznika w pułku piechoty. Otrzymywał wysokie odznaczenia. W 1942 roku został awansowany na stopień kapitana. W 1943 roku został dowódcą batalionu w 503 pułku piechoty. W listopadzie 1944 roku został odkomenderowany do adiunktury Wehrmachtu przy Adolfie Hitlerze. W kwietniu 1945 roku został następcą Alberta Bormanna. Pełnił funkcję adiutanta. Miał samolotem z Pawiej Wyspy przewieźć testament Hitlera do Ferdinanda Schörnera, co mu się nie udało. W dniu 29 kwietnia opuścił bunkier Hitlera. Został aresztowany przez wojska Stanów Zjednoczonych. Butelkę z testamentem z podpisem gen. Wilhelma Burgdorfa zakopał w ogrodzie.